# Moritz Bauschke
Moritz Gustav Bauschke (* 3. Januar 1809 in Breslau; † 24. Juni 1851 in Reudnitz) war ein deutscher Schriftsteller, Verleger, Buchhändler und Publizist. Er veröffentlichte seine Arbeiten auch unter den Pseudonymen W. Höllenbrand, F. Selt, Moritz B. Schauke, Gustav Moritz, Gustav Roland, Moritz B. von Olschen und G. von Rodzynski.

## Leben
Moritz Bauschke wurde als Sohn von Anton Bauschke (* 1772; † 6. Juli 1824 in Breslau), königlicher Wasserbauinspektor, geboren.
Er besuchte das katholische Matthias-Gymnasium in Breslau und ging dann 1828 an die königliche Bauakademie in Berlin; dort bestand er 1830 sein Examen und wurde anschließend als Kondukteur vereidigt, allerdings beschäftigte er sich bereits zu diesem Zeitpunkt mehr mit literarischen Arbeiten als mit den dienstlichen Messungen und war in dieser Zeit Mitarbeiter der Zeitschriften Eremit, Komet, Abendzeitung, Planet, Figaro, Breslauer Zeitung, Zeitschwingen (Frankfurt am Main), Don Quixote (Berlin) und Hebe (Leipzig).
1832 verließ er Berlin und eine längere Reise führte ihn durch Deutschland, in deren Anschluss er nach Breslau zurückkehrte. Dort gründete er die Zeitschrift Breslauer Bote. 1833 gründete er das Verlags-Comptoir und er übernahm auch das Journal Freikugeln und führte dieses als dessen Redakteur; das Blatt fand eine besonders große Verbreitung in den letzten vormärzlichen Jahren in Breslau und Schlesien. Nach der Februarrevolution 1848 verlor das Blatt allerdings seine Bedeutung und 1852 erfolgte seine Einstellung.
Er übersiedelte nach Leipzig und gründete dort eine Buchhandlung und erwarb das literarische Museum, das von Anton Philipp Reclam 1837 veräußert worden war, von den neuen Besitzern; nach seinem Tod führte seine Witwe das Museum noch weiter, bis sein Sohn am 28. August 1864 das Museum übernahm. Hierbei handelte es sich um ein Leihinstitut für Zeitschriften und ein Lesekabinett, verbunden mit einer deutschen, französischen und englischen Leihbibliothek.
Moritz Bauschke war mit Josephine Rosina, geb. Raphael, verheiratet. gemeinsam hatten sie einen Sohn:
- Gustav Bauschke (* 1840, † 1879), Herausgeber der ersten Deutschen Briefmarken-Zeitung von 1870 bis 1873.

## Schriften (Auswahl)
- Aufforderung an unsere lieben. Mitbürger zur Errichtung einer allgemeinen Versicherungsanstalt in Krankheitsfällen. Anonym erschienen in: Der Berliner Stadt- und Landbote für das Königreich Preußen. Ein Volksblatt zur Belehrung und Unterhaltung für den gebildeten Preußischen Bürger und Landsmann. Heft 224 (Mitte Dezember) 1831. S. 191 f.Berlin 1831.
- Breslauer Bote – für heitere und ernste Unterhaltung.
  - 7. Jahrgang, Nr. 9 v. 2. März 1839;
  - 9. Jahrgang, Nr. 63 v. 7. August 1841;
  - 9. Jahrgang, Nr. 64 v. 11. August 1841;
  - 9. Jahrgang, Nr. 65 v. 18. August 1841;
  - 9. Jahrgang. Nr. 67 v. 21. August 1841.
- Cholera-, Knall- und andere Bombons, in bunten Papieren geboten von G. von Rodzynski. Berlin Kecht i. Comm. 1832.
- Der wilde Jäger vom Grauenstein. Dresden 1832.
- Robert Emanuel Heinrich Bürkner; Moritz G. Bauschke: Sagen aus Breslaus Vorzeit. Breslau: Expedition des Breslauer Stadt- und Landboten, 1833.
- Breslau wie es ist – und trinkt: Heller-Beitrag zur europäischen Staatenkunde. Breslau: Verlags-Comptoir, 1834.
- Die Rebellion von Hochstraaten – Erzählung aus den Zeiten des niederländischen Befreiungskrieges. Breslau Verlags-Comptoir 1834.
- Der Flüchtling oder geprüfte Treue. Breslau Comptoir 1834.
- Bilder aus der Wirklichkeit. Breslau Verlags-Comptoir 1834.
- Distel-Blüthen: Bilder aus dem Leben. Breslau Verlags-Comptoir 1834.
- Vorurtheile: Erzählung frei nach dem Englischen der Miss Edgeworth, und andere Erzählungen. Breslau: Verlags-Comptoir, 1835.
- Das große Menschenrennen zum Pferderennen im Jahre 1835 des 29. und 30. Mai. Breslau 1835.
- Die Rache oder der furchtbare Räuberbund. Breslau: Verlags-Comptoir, 1835.
- Gustav Moritz Bauschke; Bruno Althaus: Topographie und Geschichte der Stadt Breslau. Breslau: Verlag von Heinrich Richter, 1839.
- Abfertigung der "Beleuchtung" und Würdigung der Rezension über die Schrift: die preussische Artillerie in ihrer Stellung zu den übrigen Waffen des Heeres, von einem deutschen Artillerie-Offizier. Leipzig: Literarisches Museum, 1842.
- Humoristisches Vergißmeinnicht für 1849: mit ergötzlichen Illustrationen. Leipzig: Literarisches Museum, 1849.